# Lisewo
Lisewo è un comune rurale polacco del distretto di Chełmno, nel voivodato della Cuiavia-Pomerania.
Ricopre una superficie di 86,2 km² e nel 2004 contava 5 262 abitanti.